# Tupungato (departamento)
Tupungato é um departamento da Argentina, localizado na província de Mendoza.